# 盧庫馬約河

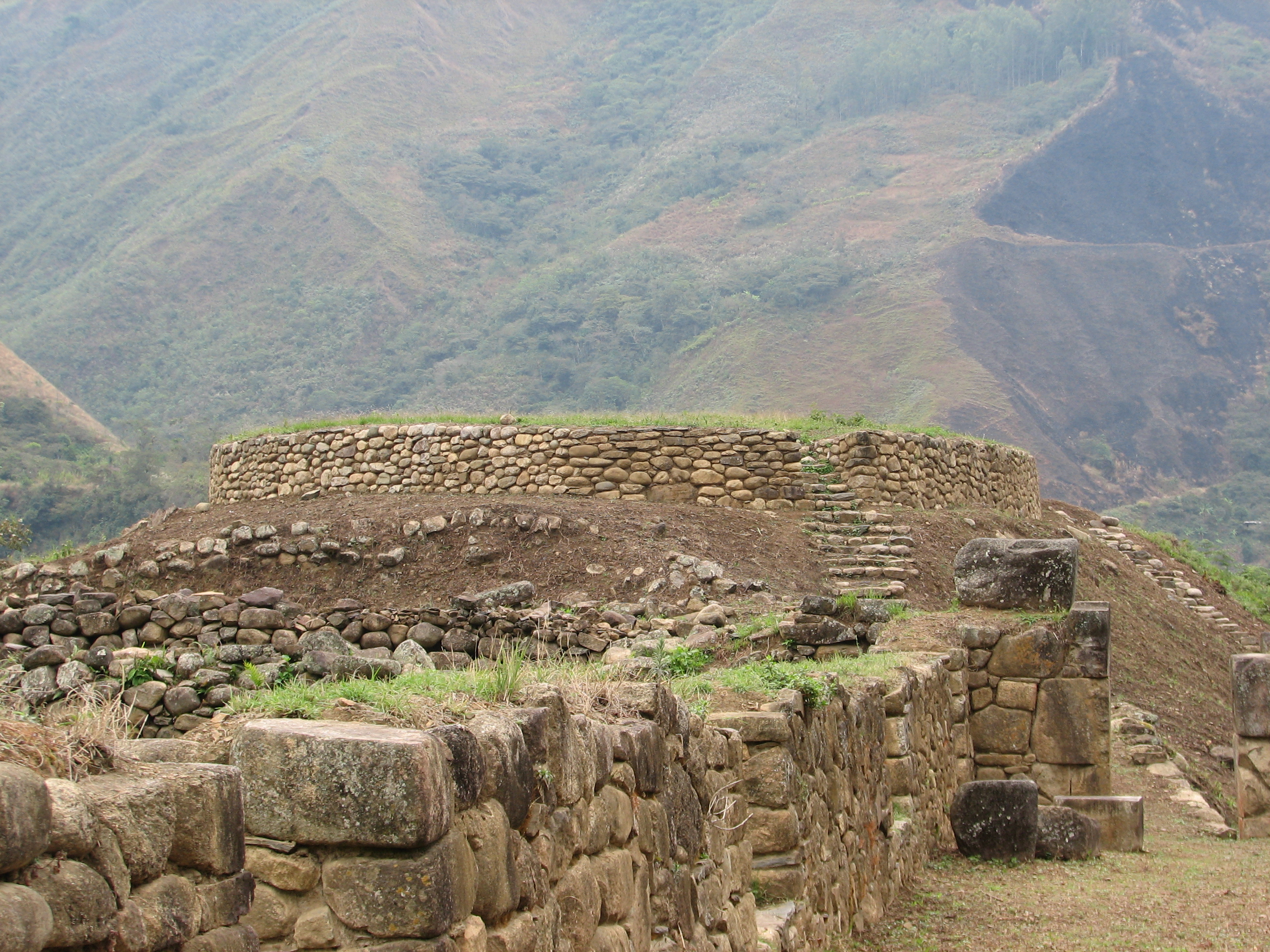
盧庫馬約河河谷（後方）

盧庫馬約河（Luq'umayu）是秘魯的河流，位於該國東南部庫斯科大區的拉孔本西翁省，發源自烏魯潘帕山脈的韋羅尼卡山附近，最終注入烏魯班巴河。